# Embellisia hyacinthi
Embellisia hyacinthi är en svampart som beskrevs av de Hoog & P.J. Mull. bis 1973. Embellisia hyacinthi ingår i släktet Embellisia och familjen Pleosporaceae.   Inga underarter finns listade i Catalogue of Life.